# Konrad von Maurer
Konrad von Maurer (ur. 29 kwietnia 1823 we Frankenthal, zm. 16 września 1902 w Monachium) – niemiecki historyk prawa.

## Życiorys
Syn Georga Ludwiga von Maurera, niemieckiego polityka i historyka.
Od 1847 był profesorem prawa na uniwersytecie w Monachium. Znawca historii prawa nordyjskiego. Prace jego z tej dziedziny mają ogromne znaczenie. Został w 1876 odznaczony Bawarskim Orderem Maksymiliana za Naukę i Sztukę. W tymże roku został nobilitowany.

## Wybrane dzieła[1]
- Die Bekehrung des norwegischen Stammes zum Christentum (1855-1856)
- Island von seiner ersten Entdeckung bis zum Untergang des Freistaates (1874)
- Isländische Volkssagen der Gegenwart (1860)
- Zur isländischen Rechtsgeschichte (1862)
- Isländisches Kirchenrecht (1865)
- Zur politischen Geschichte Islands (1880)
- Über die verschidenen Methoden der rechtsgeschichtlichen Forschung (1886)